# دوگان‌سازی
دوگان‌سازی (به انگلیسی: Reduplication) به فرایندی صرفی در زبان می‌گویند که در آن بخش یا تمام واژه‌ای عیناً تکرار می‌گردد. به عبارت دیگر، در این فرایند ساختواژی، یک هجا، یک تکواژ یا یک واژه مضاعف می‌شود.

## انواع
دوگان‌سازی را می‌توان به دو نوع تقسیم کرد: دوگان‌سازی ناقص (به انگلیسی: Partial Reduplication) و دوگان‌سازی کامل (به انگلیسی: Full Reduplication). در دوگان‌سازی ناقص تنها بخشی از یک واژه تکرار می‌شود، اما در دوگان‌سازی کامل، یک واژه تماماً تکرار می‌گردد.

## دوگان‌ساخت
به کلمه‌ای که از طریق فرایند صرفی دوگان‌سازی ساخته شده‌است در اصطلاح دوگان‌ساخت می‌گویند.

## در زبان فارسی
از دوگان‌ساخت‌های متداول در زبان فارسی می‌توان به «چرت و پرت»، «چرند و پرند»، «دعوا معوا»، «طلا ملا»، «سبیل مبیل»، «کوچولو موچولو» و «خِرت و پِرت» اشاره کرد. در این مثال‌ها دوگان‌سازی ناقص صورت گرفته‌است، چون تنها بخشی از کلمه تکرار شده‌است. در قید «تند تند» و صفت «راهراه» دوگان‌سازی کامل رخ داده‌است چون تمام کلمه تکرار شده‌است تا واژه جدیدی شکل گیرد.

## در زبان انگلیسی
از نمونه‌های دوگان‌ساخت در زبان انگلیسی می‌توان به واژگان helter-skelter به معنی «درهم برهم»، shilly-shally به معنی «فس فس کردن»، teensy-weensy به معنی «کوچولو موچولو» و hurly-burly به معنی «همهمه» اشاره کرد.

## در زبان‌های دیگر
در زبان تاگالوگ واژهٔ tatlo به معنی «آنجا» و کلمهٔ tatatlo به معنی «فقط آنجا» است. در زبان مالایی نیز واژهٔ anak به معنی «کودک» و کلمهٔ anak anak به معنی «کودکان» به کار می‌رود.